# Princesse Mononoké
Pour les articles homonymes, voir Mononoke.
Princesse Mononoké (もののけ姫, Mononoke-hime, litt. « Princesse des esprits ») est un film d'animation historique et de fantasy japonais de Hayao Miyazaki, sorti le 12 juillet 1997 et produit par le studio Ghibli.
L'intrigue, qui se déroule à l'époque Muromachi, raconte l'histoire d'Ashitaka, un jeune archer Emishi, entraîné malgré lui au milieu d'une guerre opposant d'un côté San (la princesse Mononoké) et la forêt fantastique dans laquelle elle a été élevée et de l'autre dame Eboshi et son village des forges, dépendant de l'exploitation des ressources alentour.
Le scénario, inscrit dans un univers animiste et empreint de références shintoïstes, conjugue des thématiques multiples portées par des personnages dont toute dimension manichéenne est exclue. En plus de la question du rapport entre l'humain et son environnement, différents thèmes sont en effet abordés dont les ravages de la guerre, la vengeance, l'escalade de la violence et de la haine qui en découle, la condition féminine, la tolérance ou encore la valeur travail,,.
Le film, salué par la critique au Japon et dans le monde entier, confirme définitivement le statut de Hayao Miyazaki comme un maître de l'animation mondiale et attire sur lui l'attention des critiques dans le reste du monde. Princesse Mononoké est un très grand succès commercial au Japon, où il remporte notamment les prix Mainichi du meilleur film et du meilleur film d'animation en 1997 et le prix de l'Académie japonaise du meilleur film en 1998.

## Synopsis
L'histoire se déroule dans le Japon médiéval (ère Muromachi). Ashitaka, le prince de la tribu des Emishis, peuple indigène du nord-est de Honshū, est frappé d'une malédiction après avoir tué Nago, un dieu sanglier devenu un démon : son bras est animé d'une force surnaturelle, mais est rongé par l'entité démoniaque. La chamane du village le dit condamné à mourir et lui conseille de quitter le village afin d'aller chercher à l'ouest la cause de la colère de la nature et l'espoir de trouver la raison de sa malédiction.
Sur le chemin, Ashitaka sauve Jiko au détour d'une bataille de la guerre civile qui ravage le pays. Moine vagabond très désireux de lui montrer sa gratitude, ce dernier conseille à Ashitaka de se rendre dans la forêt où vivent les esprits de la forêt, animaux gigantesques et doués de parole. Ashitaka découvre ensuite deux hommes originaires du village des forges, dirigé par Dame Eboshi. Ils ont été blessés lors d'une attaque menée par la déesse louve Moro, qui a elle-même été blessée par Dame Eboshi avec une arquebuse. Ashitaka aperçoit peu après San, la princesse considérée comme un mononoké (物の怪, esprit vengeur), une humaine élevée par Moro. Ashitaka ramène les deux hommes jusqu'au village des forges et est chaleureusement accueilli par les femmes du village.
Il rencontre Dame Eboshi, issue de la noblesse et qui a pourtant décidé de sauver des femmes de leur ancienne condition de travailleuses du sexe, à une époque où les droits humains comme animaux n'étaient pas de mise. Femme forte, elle recueille tous les indigents, tels des lépreux à qui elle confie la tâche délicate de maintenir et améliorer l'artillerie du village. En effet, les habitants tirent leur subsistance du sol de la forêt et produisent du fer afin de pouvoir acheter vivres et autres nécessités loin de chez eux, mais ils doivent déforester pour pouvoir accéder aux minerais, ce qui excède et enrage les dieux de la forêt. Les lépreux fabriquent donc des armes à feu pour lutter contre les esprits de la forêt. Ashitaka apprend ainsi que Dame Eboshi, qui a tiré sur Nago, est responsable de la corruption l'ayant transformé en démon.
Pendant la nuit, San pénètre dans le village pour tenter de tuer Dame Eboshi, mais Ashitaka s'interpose entre elles deux et les assomme. Il quitte ensuite le village en emportant San, mais est touché par un tir d'arme à feu en partant. Quand San se réveille, elle s'apprête à tuer un Ashitaka affaibli, mais est déconcertée quand celui-ci lui dit qu'elle est belle. Elle se décide ensuite à lui faire confiance quand, après l'avoir déposé sur l’îlot central de l'étang de l'esprit de la forêt, le dieu-cerf soigne la blessure par balle du garçon.
Dame Eboshi et les villageois repoussent une attaque des samouraïs du seigneur Asano, qui cherche à s'emparer du village et des armes qui y sont produites. Dame Eboshi rencontre ensuite Jiko, qui travaille en réalité pour l'empereur et a été chargé de lui ramener la tête du dieu-cerf, censée accorder l'immortalité. Tous deux décident de s'allier dans cette tâche.
Les sangliers dirigés par Okkoto (le dieu sanglier de l’île du sud) attaquent les forces de Jiko et de Dame Eboshi pour sauver la forêt, mais ils sont décimés. Okkoto est gravement blessé et San l'emmène jusqu'au dieu-cerf pour qu'il le guérisse, mais le vieux sanglier commence déjà à être corrompu et à se transformer en démon, comme Nago. San essaie alors de l'arrêter, aidée par Ashitaka et Moro, alors que Jiko et Dame Eboshi les suivent.
Le dieu-cerf arrive et libère Okkoto de sa corruption, le privant, ainsi que Moro, de sa vie. Dame Eboshi le décapite peu après d'une balle d'arquebuse. Cet acte transforme le corps du dieu-cerf en une gigantesque forme visqueuse qui ôte la vie de tout ce qui la touche, humains, animaux et arbres. Moro, dans un dernier sursaut, se venge et arrache un bras à Dame Eboshi. Jiko s'empare alors de la tête du dieu-cerf et l'emporte avec ses hommes, alors que le corps de celui-ci, métamorphosé, submerge rapidement la totalité de la forêt et détruit le village des forges. Sur les conseils d'Ashitaka, les derniers habitants du village se sont réfugiés dans le lac, tandis que les soldats d'Asano s'enfuient ou sont anéantis.
Après une course-poursuite avec Jiko et ses hommes, Ashitaka et San parviennent à récupérer la tête du dieu-cerf et à la lui restituer. Ce dernier guérit alors la forêt complètement dévastée, ainsi qu'Ashitaka.
San, bien que très attachée à Ashitaka, ne peut pardonner aux humains et choisit de rester dans la forêt. Ashitaka décide d'aller vivre au village des forges d'où il pourra souvent aller voir San. Dame Eboshi, en reconnaissance de leurs actions, s'engage à repartir à zéro pour que son village cohabite davantage en harmonie avec la forêt, tandis que Jiko, fataliste, pense à prendre sa retraite et renonce à obtenir la tête du dieu-cerf.

## Fiche technique
Sauf indication contraire, les informations mentionnées dans cette section peuvent être confirmées par la base de données cinématographiques IMDb,  présente dans la section « Liens externes ».
- Titre français : Princesse Mononoké
- Titre original : もののけ姫 (Mononoke-hime?)
- Réalisation : Hayao Miyazaki
- Scénario : Hayao Miyazaki (adaptation et histoire)
- Direction artistique : Satoshi Kuroda, Kazuo Oga, Yôji Takeshige, Naoya Tanaka, Nizou Yamamoto
- Photographie : Atsushi Okui
- Musique : Joe Hisaishi
- Montage : Hayao Miyazaki, Takeshi Seyama
- Production : Toshio Suzuki
  - Producteurs exécutifs : Yasuyoshi Tokuma, Seiichirô Ujiie et Yutaka Narita
- Sociétés de production : Studio Ghibli, Tokuma Shoten, Nippon Television, Dentsu Music and Entertainment, Nibariki
- Sociétés de distribution : Tōhō (Japon), Alliance Atlantis Home Vide (Canada), Gkids, Miramax, Walt Disney Home Entertainment (États-Unis), Gaumont Buena Vista International (France), Toho Company, Buena Vista International, New Films International
- Budget : 2 350 000 000 ¥, environ 18 000 000 $
- Pays d'origine :  Japon
- Langue originale : japonais
- Format : couleurs – 1,85:1 – son Dolby Digital – 35 mm
- Genre : animation, aventure, drame, fantasy
- Durée : 134 minutes
- Dates de sorties en salles :
  - Japon : 12 juillet 1997
  - Canada : 26 novembre 1999
  - France : 12 janvier 2000
- Classification :
  - États-Unis : PG-13 (Parents Strongly Cautioned)
  - France : Interdit aux moins de 12 ans, accord parental souhaitable (DVD)
  - Canada : Interdit aux moins de 14 ans

## Distribution
- Yōji Matsuda (en) (VF : Cédric Dumond) : Ashitaka
- Yuriko Ishida (VF : Virginie Méry) : San
- Akihiro Miwa (VF : Catherine Sola) : Moro
- Yūko Tanaka (VF : Micky Sébastian) : Dame Eboshi
- Tsunehiko Kamijō (en) (VF : François Siener) : Gonza
- Kaoru Kobayashi (VF : André Chaumeau) : Jiko
- Sumi Shimamoto (VF : Adèle Carasso) : Toki
- Hisaya Morishige (VF : Saïd Amadis) : Okkoto
- Masahiko Nishimura (VF : Jérôme Pauwels) : Kohroku
- Mitsuko Mori (VF : Jacqueline Danno) : Hii-sama, la doyenne du village
- Makoto Sato : Nago
- Kimihiro Reizei : Jibashiri
- Tetsu Watanabe : loup de la montagne
- ? (VF : Claude Brosset) : un villageois
- ? (VF : Yves Barsacq) : un villageois
- ? (VF : Emmanuel Jacomy) : un villageois
- ? (VF : William Sabatier) : un sanglier
- ? (VF : Bernard Gabay) : narration au début du film
Version française
  - Studio de doublage : Dubbing Brothers
  - Direction artistique et Adaptation : Jean-Marc Pannetier
  - Ingénieur son et Mixage : Jean-Charles Liozu

## Production

### Concept et scénario

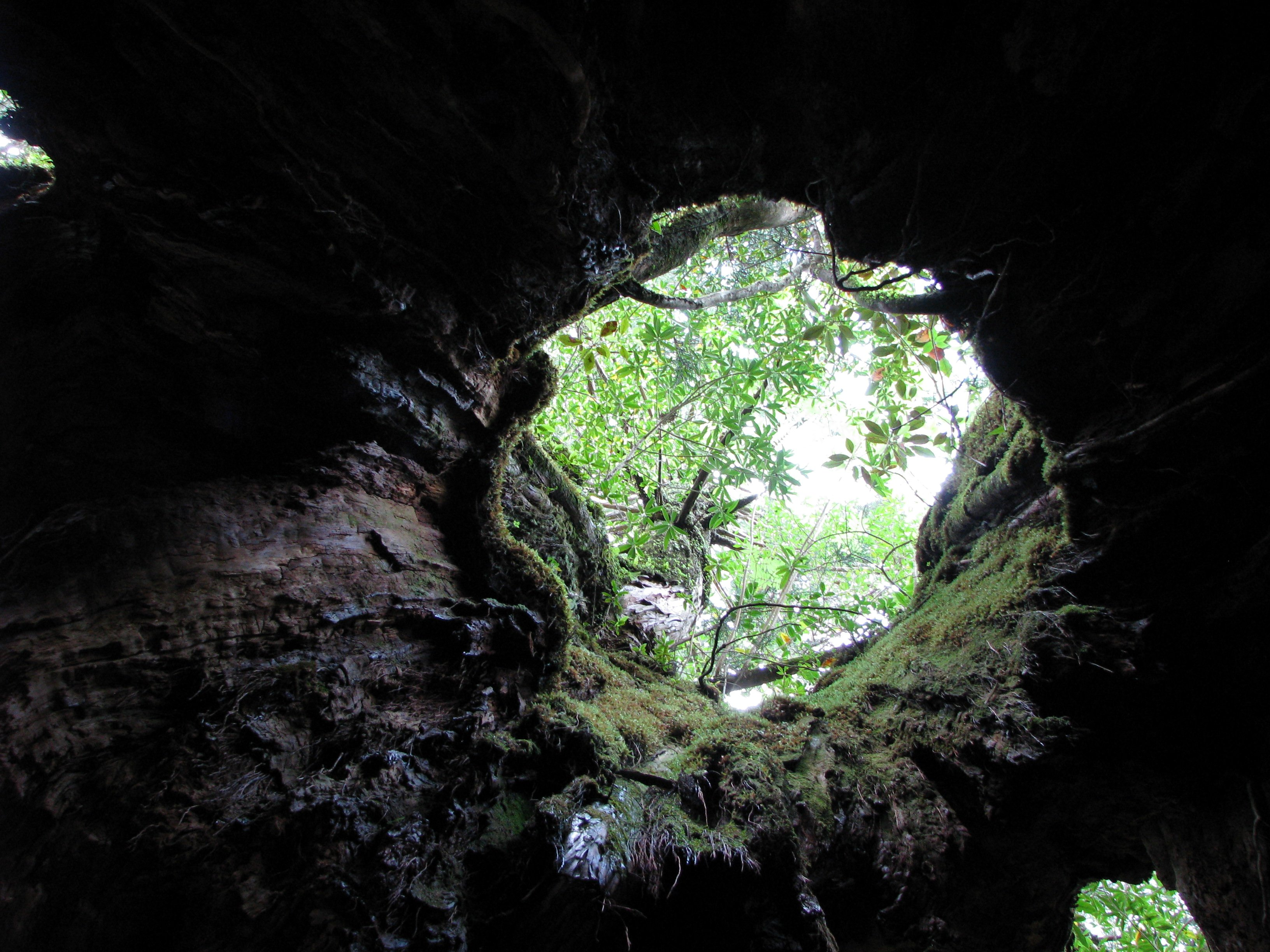
Miyazaki a été inspiré par la forêt de Yakushima pour les décors.

Des thèmes et des dessins proches de Princesse Mononoké sont présents dans le manga Shuna no tabi (Le Voyage de Shuna, écrit par Hayao Miyazaki en 1983), comme le caractère droit des héros, l'apparence de Yakkuru (qui est un cobe) ou la forêt primitive. C'est une visite dans l'ancienne forêt de Yakushima qui a donné l'inspiration à Miyazaki pour la forme finale du projet, l'histoire et les personnages ayant avant cela changé plusieurs fois lors de l'étape de préparation du film, qui a duré trois ans. À l'origine, Hayao Miyazaki avait un autre projet en tête. Il avait écrit un scénario faisant écho au conte de fée La Belle et la Bête et reprenant des éléments du folklore japonais. Mais à la suite de cela, les studios Disney réalisèrent un dessin animé sur le même sujet. Miyazaki renonça donc à ce projet et s'inspira de la bête de son scénario d'origine pour créer deux nouvelles créatures à savoir Totoro et le Chat-bus que l'on retrouve dans le film Mon voisin Totoro. Ne voulant pas faire du recyclage d'idées, le réalisateur japonais décida de retravailler son scénario et de le transformer en un projet bien plus ambitieux, autrement dit Princesse Mononoké.
Miyazaki s'est inspiré du maître de sabre et de calligraphie Akeji Sumiyoshi qui a redécouvert et remis au jour le terme médiéval « mononoké » (« l'esprit des choses »). Sa première exposition à Tokyo en 1970 s'intitulait « Mononoké ».

### Décors
Les paysages du film ont été inspirés par les forêts de Yakushima et les montagnes de Shirakami-Sanchi,.

### Personnages

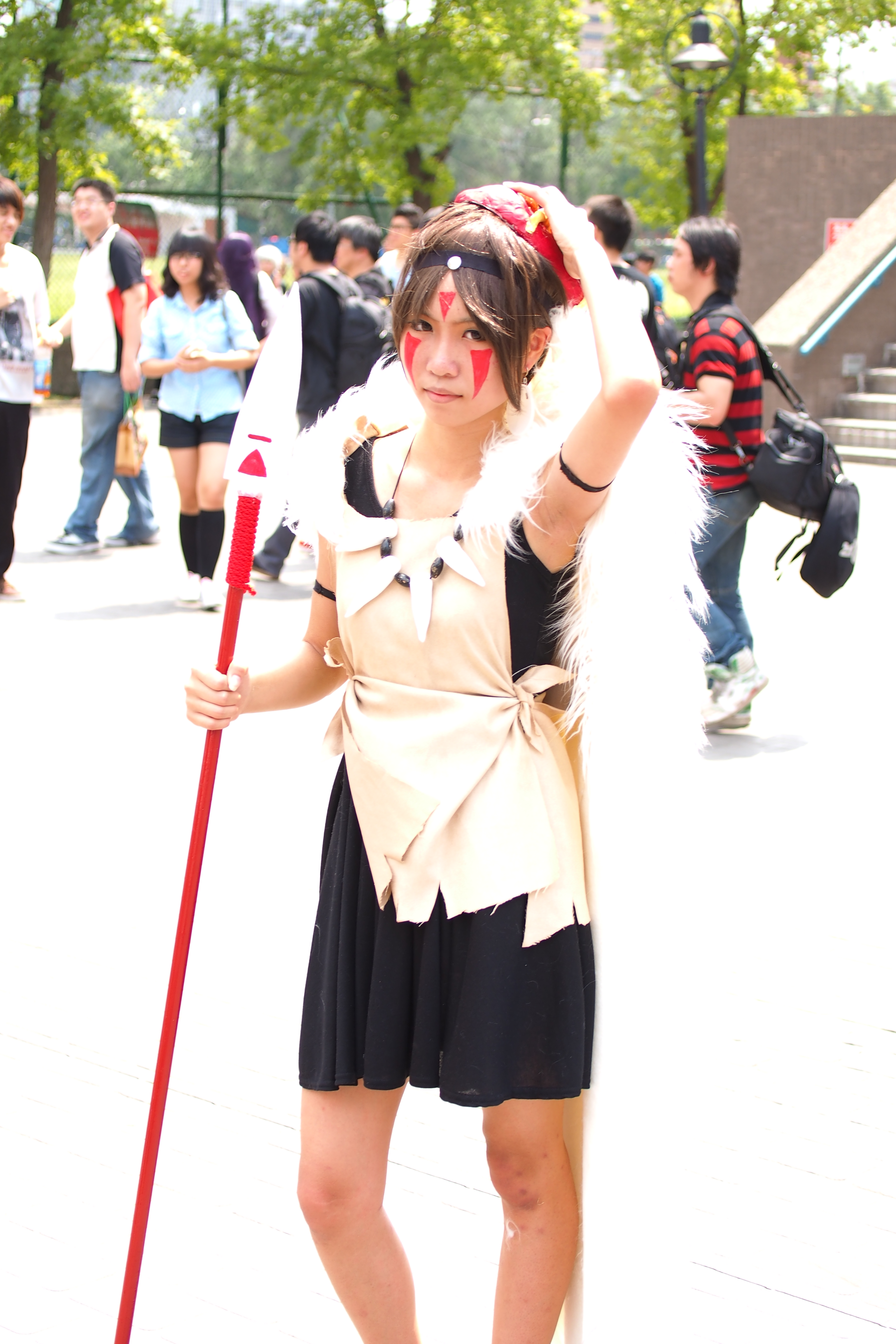
Cosplay de la princesse Mononoké.

La complexité et la profondeur des personnages les rendent atypiques vis-à-vis des œuvres précédant Princesse Mononoké. Ils figurent parmi les créations de Hayao Miyazaki ayant la lecture à la fois la plus complexe, la plus sombre et la plus riche.
Miyazaki dit d'Ashitaka qu'il ne voulait pas en faire un héros typique : « Ashitaka n'est pas un garçon gai et insouciant. C'est un garçon mélancolique qui a une destinée. Je suis moi-même un peu comme cela mais, jusqu'ici, je n'avais pas fait d'histoire avec ce genre de personnage. Ashitaka a été maudit pour une raison absurde. Bien sûr, il a fait quelque chose qu'il n'aurait pas dû, il a tué le Tatari-gami, mais il avait une raison suffisante de le faire, du point de vue des humains. Néanmoins, il est affligé d'une malédiction mortelle. Je pense que c'est semblable aux vies actuelles des gens. Je pense que c'est une chose très absurde qui fait partie de la vie elle-même ».
Le personnage de San est à l'image d'Ashitaka, une princesse atypique. En étant abandonnée par ses parents humains et recueillie par les loups, Miyazaki en fait une héroïne sauvage, presque effrayante puisque sa première apparition est lorsqu'Ashitaka l'aperçoit avec du sang plein le visage. Son nom, qui lui a été donné par sa mère adoptive, signifie "trois" en japonais. Elle s'appelle ainsi car aux yeux de Moro, San est le troisième petit de sa portée. Elle devient importante puisque le héros tombe plus ou moins explicitement amoureux d'elle, mais son dégoût envers les humains donne à réfléchir sur l'état de la conscience écologique des humains, et lui donne ainsi une place plus précise dans la réflexion de l’œuvre.
Miyazaki a également déclaré que Dame Eboshi devait avoir eu un passé traumatisant, bien que ce ne soit pas mentionné dans l'animé. Elle a une forte personnalité et est sûre d'elle, comme le montre le fait qu'elle laisse Ashitaka vaquer à sa guise dans le village malgré ses motivations peu claires. Elle ne reconnaît également pas de vassalité vis-à-vis de la cour de l'empereur ou des daimyō (en particulier le seigneur Asano) ; et affiche une attitude tranchée, presque belliqueuse mais pragmatique, peu habituelle pour des femmes japonaises d'alors, allant jusqu'au sacrifice des siens ou d'elle-même, pourvu que ses rêves ou ses compromis et surtout son lot d'équité demeurent.
En créant le personnage de Jiko Bou, Miyazaki hésitait à en faire un espion de l'empereur, un ninja, un membre d'un groupe religieux ou simplement quelqu'un de bien. Il a finalement décidé de mélanger tous ces éléments pour ce personnage.

### Animation
La plus grande partie des images de l'histoire ont été dessinées au dessin traditionnel, mais l'infographie a été utilisée pour quelques scènes, notamment celles où le bras d'Ashitaka le possède et les scènes montrant des vers démoniaques, qui mêlent infographie et dessin traditionnel. Miyazaki a personnellement vérifié chacun des 144 000 cellulos de l'anime et en a redessinés environ 80 000.

## Réception

### Accueil critique
| Site ou magazine | Note   |
| ---------------- | ------ |
| Allociné         | 4,8/5  |
| Rotten Tomatoes  | 93/100 |
| Metacritic       | 76/100 |

Les critiques ont été globalement très positives à l'égard du dessin animé, non seulement au Japon, mais aussi dans le reste du monde, où le film contribue fortement à attirer l'attention sur la qualité de l'animation japonaise.
Au Japon, le film est un succès auprès de la critique et vaut à Miyazaki d'être comparé à un Kurosawa moderne.
Aux États-Unis, le film recueille 94 % de critiques positives, avec un score moyen de 93/100 et sur la base de 107 critiques collectées, sur le site internet Rotten Tomatoes, et, sur le site Metacritic, il obtient une note de 76/100, sur la base de 29 critiques. En 2008, dix ans après la sortie du film, le magazine Empire classe Princesse Mononoké à la 488e place dans sa liste des cinq cents meilleurs films de tous les temps.
En France, les critiques saluent unanimement Princesse Mononoké. Le Figaroscope évoque « une fresque épique magistralement animée », Le Parisien un événement du cinéma d'animation « avec des dessins d'une rare beauté », L'Humanité « une formidable fable écologique » à la « richesse visuelle permanente », Libération « un conte d'une étourdissante invention visuelle », Mad Movies « un chef-d'œuvre qui ne livrera jamais tous ses secrets » et « l'idéal esthétique et sémantique d'un homme marchant éveillé dans son rêve », Première une œuvre magique et « une leçon d'humilité ». Dans Télérama, Bernard Génin évoque « une mise en scène éblouissante » et « une poésie sauvage », où il voit la confirmation d'un renouveau mondial du cinéma d'animation ; il rapproche le film du théâtre de Shakespeare (Le Songe d'une nuit d'été et Macbeth), et ne reproche au film que sa longueur et des graphismes qu'il juge « moins heureux dans les gros plans »,,.

### Box office
Princesse Mononoké est un très grand succès commercial au Japon et a rapporté plus de 159 millions de dollars dans le monde entier,. Au Japon, le film bat tous les records au box office. En France, Princesse Mononoké sort en salles le 12 janvier 2000 et réalise 757 870 entrées. Aux États-Unis, le film cumule 467 344 entrées au cours de son exploitation en 1999, ce qui n'est pas un succès particulier ; les choix du distributeur américain du film, qui n'en fait la promotion qu'auprès du jeune public, nuisent probablement à sa carrière en salles.

## Musique du film
La musique du film est signée Joe Hisaishi. Il s'agit de la sixième collaboration entre le réalisateur et le compositeur.

## Adaptation

### Publications

#### Tankōbon
| no | Japonais       | Japonais      | Français        | Français          |
| no | Date de sortie | ISBN          | Date de sortie  | ISBN              |
| -- | -------------- | ------------- | --------------- | ----------------- |
| 1  | 1997           | 4-19-770052-0 | 21 janvier 2000 | 978-2-7234-3180-4 |
| 2  | 1997           | 4-19-770053-9 | 21 janvier 2000 | 978-2-7234-3181-1 |
| 3  | 1997           | 4-19-770054-7 | 24 avril 2000   | 978-2-7234-3217-7 |
| 4  | 1997           | 4-19-770055-5 | 24 avril 2000   | 978-2-7234-3218-4 |

#### Kanzenban
| no | Japonais       | Japonais      |
| no | Date de sortie | ISBN          |
| -- | -------------- | ------------- |
| 1  | 1er juin 2002  | 4-19-770069-5 |
| 2  | 1er juin 2002  | 4-19-770073-3 |
| 3  | 1er juin 2002  | 4-19-770074-1 |
| 4  | 1er juin 2002  |               |
| 5  | 1er juin 2002  | 4-19-770076-8 |

### Théâtre
Le film est pour la première fois adapté au théâtre par la compagnie Whole Hog Theatre en collaboration avec le studio Ghibli. Le projet a été en développement pendant plus d'un an et est sorti en avril 2013 au New Diorama Theatre à Londres,.

## Produits dérivés

### Vidéo
- DVD
  - Princesse Mononoké sorti en coffret simple en 1997[30]
  - Princesse Mononoké sorti en coffret collector en 2002[31]
  - Princesse Mononoké sorti en coffret ultime en 2004[32]
- Blu-ray
  - Princesse Mononoké est sorti en Blu-ray le 4 décembre 2013 au Japon et le 2 juillet 2014 en France[33].
  - Princesse Mononoké est également sorti en édition exclusivité boitier métal fin 2019 en France.

Une édition DVD uniquement disponible au Japon est sortie en 2004. Elle reprenait sur 3 DVDs uniquement le making-of du dessin animé scindé en 3 parties.

### Publication
- Artbook
  - The art of the Princess Mononoke  (ISBN 4-19-810002-0) sorti au Japon en 1997[34] et Princesse Mononoké : Le Livre du film  (ISBN 2-910027-45-7) sorti en France le 29 février 2000[35]
- Roman

## Distinctions
Sauf indication contraire, les informations mentionnées dans cette section peuvent être confirmées par la base de données cinématographiques IMDb,  présente dans la section « Liens externes ».

### Récompenses
- Award of the Japanese Academy du meilleur film en 1998.
- Prix des lecteurs du meilleur film aux Kinema Junpo Awards en 1998.
- Prix du film Mainichi du meilleur film, du meilleur film d'animation et prix des lecteurs en 1998.

### Nominations
- Satellite Award du meilleur film d'animation en 2000
- Annie Award du meilleur réalisateur d'un film d'animation en 2000
- Sierra Award du meilleur film d'animation en 2000
- Grand Prix de l'Union de la critique de cinéma en 2001

### Radiographie
- Sébastien Bénédict, « Princesse Mononoké au pays des philosophes », sur France Culture, 1er mai 2019.